# Anglo-Australian Planet Search
L’Anglo Australian Planet Search (AAO-PS) è un'indagine astronomica a lungo termine finalizzata alla ricerca di pianeti extrasolari osservando eventuali variazioni della velocità radiale attraverso l'effetto doppler. Avviata nel 1998, è effettuata con il telescopio anglo-australiano (AAT) di 3,9 metri dell'osservatorio medesimo situato nel Nuovo Galles del sud, in Australia. L'osservatorio anglo australiano fa parte a sua volta di una più ampia rete di strutture facenti capo all'Osservatorio di Siding Spring.

Cambiamento della posizione e variazione della velocità di una stella a causa dell'influenza orbitale di un pianeta

Lo scopo iniziale dell'indagine, operativa dal 1998, era di scoprire e catalogare eventuali pianeti intorno a più di 240 stelle vicine di tipo solare con magnitudine V<8 preventivamente selezionate, situate nell'emisfero meridionale.

## Capacità osservativa
La precisione della strumentazione installata, che nel tempo è stata aggiornata, nel 2013 era nell'ordine di 3 metri al secondo (m/sec). Come confronto la variazione che Giove sollecita nei confronti del Sole è di 12,5 metri al secondo per un periodo di 12 anni; quella di Saturno è di 2,7 metri al secondo per un periodo di 30 anni.

## Ricerca e risultati scientifici
A fine 2014 sono stati scoperti quasi 40 sistemi planetari di cui alcuni multipli: Mu Arae, HD 154857, 23 Lib, HD 73526 con due pianeti e 61 Vir con 3 pianeti orbitanti. Segue un prospetto di parte degli esopianeti scoperti: 